# Psychrolutes marcidus
Psychrolutes marcidus (populært kaldet blobfisk fra eng. blobfish) er en dybhavsfisk, der lever i den sydøstlige del af Stillehavet omkring Australien og Tasmanien på ca. 600-1.200 meters dybde og kan blive op til 30 cm lang. Den er sjældent set af mennesker, da den lever et sted, som sjældent udforskes af mennesker. 
Fisken kan klare meget højt tryk, da det meste af dens kropsmasse består af en geléagtig masse med en massefylde, der er lidt lettere end vands. Dermed kan den flyde over havbunden uden at bruge særligt meget energi. Dens manglende muskelmasse er ikke en ulempe, da den primært lever af spiselige ting, som flyder foran den.
Hunnen lægger flere tusinde æg og vil – i modsætning til mange andre fisk – faktisk blive ved æggene. Enten ved at flyde oven over dem, eller ved direkte at lægge sig oven på dem. Det er heller ikke usædvanligt at blobfiskehunner lægger æggene og efterfølgende udruger dem ved siden af hinanden. Årsagen til denne opførsel kendes ikke, men kan f.eks. skyldes et strategisk valg eller simpel "dovenskab".
Selvom blobfisk ikke anses for at være spiselige, er den udrydningstruet som følge af trawling: Man har længe overfisket farvandene i niveauer ned til omkring 200 meter, men fisker i dag endnu længere ned for at få flere fisk i nettene. Desuden er Australiens og New Zealands fiskeflåder blandt de mest aktive, når det gælder trawling hvilket forstærker problematikken omkring netop denne fisk.